# Géographie du Liechtenstein
Le Liechtenstein est un pays d'Europe centrale enclavé entre l'Autriche et la Suisse.
Sa superficie est de 160 km2. Le Liechtenstein a 76 km de frontières : 35 km avec l'Autriche, 41 avec la Suisse.
Son climat est continental, avec des hivers longs et froids, enneigés. Le terrain est très montagneux (Alpes).
Les ressources naturelles sont caractérisées par un potentiel d'énergie hydroélectrique et des terres arables.
Parts du territoire :
- Terres arables : 24 %.
- Forêts : 35 %.
- Autres : 25 %.
- Prairies : 16 %. (est. 1993).